# Chrysotoxum lanulosum
Chrysotoxum lanulosum är en tvåvingeart som beskrevs av Violovitsh 1973. Chrysotoxum lanulosum ingår i släktet getingblomflugor, och familjen blomflugor. Inga underarter finns listade i Catalogue of Life.